# Ascheberg
Pour les articles homonymes, voir Ascheberg (homonymie).
Ascheberg est une commune de Rhénanie-du-Nord-Westphalie (Allemagne), située dans l'arrondissement de Coesfeld, dans le district de Münster, dans le Landschaftsverband de Westphalie-Lippe.

## Personnalités liées à la ville
- Friedrich Press (1904-1990), sculpteur né à Ascheberg.
- Wilhelm Krampe (1925-1986), homme politique né à Herbern.

## Monuments
- Château de Westerwinkel (comtes von Merveldt zu Lembeck von Twickel)